# Rosengård
För Rosengård herrgård och Rosengårds historia, Se Rosengård herrgård.
För fotbollslagen, se FC Rosengård (damfotboll) och FC Rosengård.
Rosengård är en stadsdel i stadsområdet Öster i Malmö. Rosengård gränsar, förutom till stadsdelen Husie, till stadsområdena Norr, Söder och Innerstaden, och avgränsas mot övriga Malmö av Östra kyrkogården, Inre ringvägen, Jägersrovägen och Kontinentalbanan. Huvuddelen av stadsdelens bebyggelse utgörs av flerbostadshus som uppfördes under perioden 1967–1972. Dessa omger köpcentrumet Rosengård Centrum som överbryggar Amiralsgatan vilken genomskär stadsdelen i öst-västlig riktning.

## Historia
Bostadsområdet Rosengård har tillkommit på det tidigare obebyggda området runt släkten Kockums herrgård med samma namn. Redan 1911 påbörjades byggandet av egnahemsområdet Rosengårdsstaden vid nuvarande Jägersrovägen. Området byggdes ut under 1920-talet och erhöll spårvägsförbindelse med övriga staden 1929. I områdets södra del tillkom Rosengårdsskolan 1952. 
Efter att det moderna bostadsområdet Rosengård byggts under 1960- och 1970-talet har namnet Rosengårdsstaden alltmer fallit ur bruk och området är numera uppdelat i delområdet Västra Kattarp inom stadsdelen Rosengård och delområdet Hindby inom stadsdelen Fosie. Den tidigare Rosengårdsskolan, vilken numera ligger i delområdet Hindby, ändrade 1974 namn till Rosenholmsskolan i samband med att den nya Rosengårdsskolan färdigställts. I viss mån lever dock benämningarna "Gamla Rosengårdsstaden" och "Gamla Rosengård" vidare i folkmun för dessa områden.

## Delområden
Rosengårds omfattning fastställdes genom stadsdelsreformen 1996 varvid Malmö kommun uppdelades i tio stadsdelsområden med visst självstyre och med var sitt stadsdelsfullmäktige som beslutsorgan. Från juli 2013 har dessa stadsdelar blivit fem stadsområden, och Rosengård ingår nu i stadsområde Öster, tillsammans med tidigare stadsdelen Husie.
Förutom de så kallade miljonprogramsområdena Apelgården, Herrgården, Kryddgården, och Örtagården omfattar stadsdelen även serviceområdet Rosengård centrum, industriområdet Emilstorp, bostadsområdet Törnrosen, 1950-talsområdet Persborg, villaområdet Västra Kattarp och Östra Kyrkogården.
Valdistrikten följer områdesindelningen, men delar upp några i två: Apelgården N & S, Kryddgården N & S, Örtagården V & Ö; dessutom finns ett valdistrikt som spänner över delar av flera områden: Törnrosen-Örtagården. Emilstorp har inget eget valdistrikt.

### Törnrosen

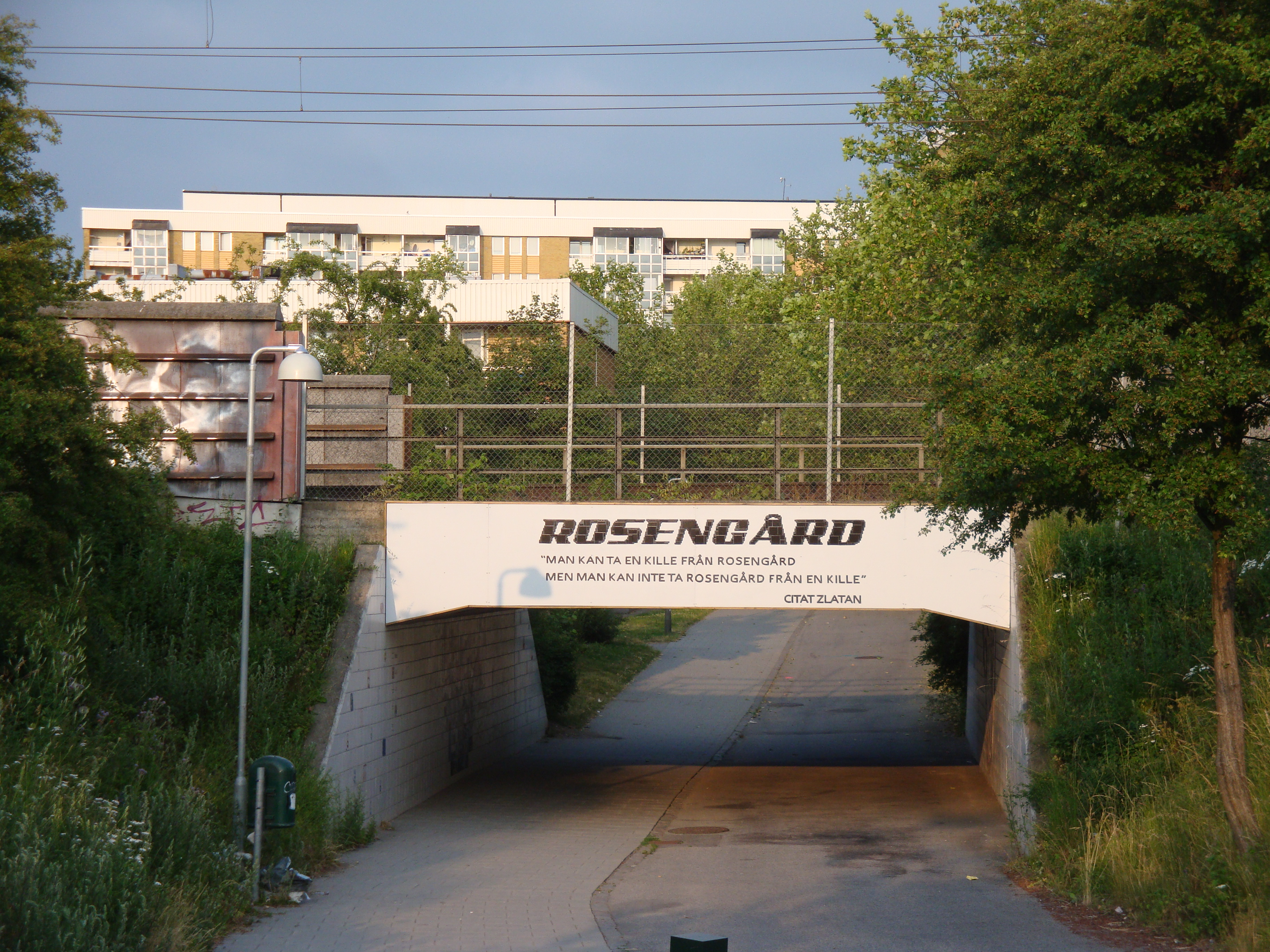
Gång- och cykeltunnel under kontinentalbanan till Törnrosen.

Törnrosen var den första etappen av Rosengård och följde Gabriel Winges stadsplan. Byggstarten för detta första stadsdelsområde skedde 1962 och färdigställdes 1965. Då hade det byggts 1200 lägenheter i en blandad kompott av skivhus och lamellhus med ett våningsantal på 3, 6 och 9 våningar. Antalet lägenheter har sedan blivit lite färre då det fanns ett behov av större lägenheter och på 80-talet var det drygt 1 000 lägenheter i Törnrosen. Bennets väg går genom området och ersatte den gamla Rosengårdsvägen som förr ledde fram till familjen Kockums herrgård vid namn Rosengård.
Huskropparna placerades med en viss känsla för rumsbildningar och det satsades på offentlig utsmyckning som än idag står kvar på många ställen. Hushöjden begränsades av luftfartsrestriktioner på 45 meter över Malmö stads nollplan . Byggherre för Törnrosen var MKB och samtliga hus ritades av Thorsten Roos och Bror Thornberg som även var med och ritade en del andra hus i de andra stadsdelsområdena i Rosengård . Husen placerades med trevåningshus (lamellhus) längs med gatorna och sex- till niovåningshus (skivhus) in mot bostadsområdet.
När Törnrosen planerades ingick det även ett kommersiellt centrum där handel kunde etablera sig i en butiksbyggnad. I folkmun kallas området kring butikerna “Ica” trots att det var länge sedan den affären lades ner. Törnrosen är ett multikulturellt område liksom alla andra områden i Rosengård med hög andel barn och ungdomar. Därför har grundskolan Värner Rydén kompletterats med ny bebyggelse i olika etapper sedan området byggdes.
Trafiksepareringen skapades med gång- och cykelvägar i tunnlar under den korsande Västra Kattarpsvägen och Kontinentalbanan. Parkering är tillåten längs med säckgatorna som sedan leder till större parkeringsplatser på markplan. Området är inringat av Kontinentalbanan till väster, Amiralsgatan i norr och Västra Kattarpsvägen i öst. Värner Rýdenskolan ligger som ett kvarter för sig mellan bostadsområdet Törnrosen och Persborg.

### Örtagården

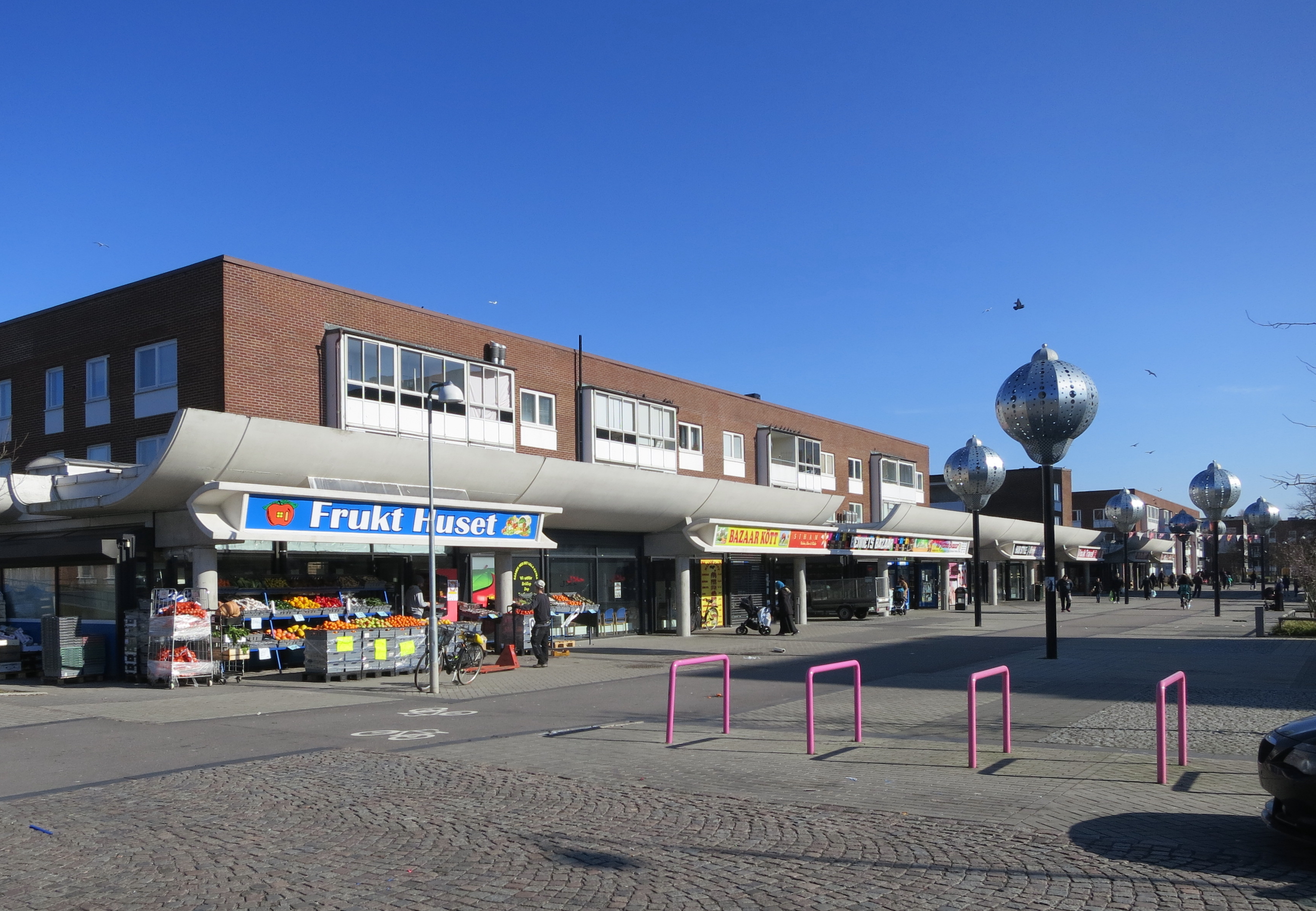
Örtagårdens affärsområde

Örtagården ligger i sydvästra delen av Rosengård, intill Törnrosen, även detta delområde följer till stor del Gabriel Winges stadsplan för Rosengård med tre- och åttavåningshus. Området byggdes under perioden 1967–1970 och när det stod klart hade 1600 lägenheter färdigställts vilket har blivit lite färre med åren på grund av sammanslagna lägenheter och förändring av funktion från lägenhet till verksamhetslokal. Alla bostadshus byggdes av MKB (Malmö kommunala bostadsbolag) som byggherre och de flesta husen ritades av arkitekten Rickard Weichselbaumer på Jaenecke & Samuelson arkitektkontor, vissa hus ritades av H. Olsson som jobbade för Skånska Cementgjuteriet.
Bostadsområdet är trafikseparerat med säckgator som går in i området från Västra Kattarpsvägen och von Rosens väg via Rosengårds centrum. I Örtagården finns både tunnlar och broar som ett bärande element för trafiksepareringen. Gångtunnlarna har anlagts under säckgatorna och Västra Kattarpsvägen medan broarna leder över Amiralsgatan och förbinder Rosengårds centrum med bostadsområdet.
Bebyggelsen är strukturerad i ett liknande mönster som applicerades i Törnrosen med trevånings lamellhus ytterst i området och åtta våningar höga skivhus centralt i området. Husen intill Amiralsgatan fick karaktären av loftgångshus med kök och sekundära utrymmen utmed den hårt trafikerade huvudgatan för att minska bullernivån i lägenheten. Lamellhusen har placerats så att de skapar en tydlig kvadratisk rumsbildning med entréerna in mot gården och de elva skivhusen har samlats kring en stor grönyta. Samtliga hus har mörkbrunt tegel och gårdarna är underbyggda med garage. All service var från början lokaliserad till Rosengårds centrum men det senaste årtiondet har MKB jobbat på att förändra denna situation. Det har bland annat skapats möjligheter till att förändra lägenheter till verksamhetslokaler där mindre butiker har etablerat sig. Detta har gjort att södra delen av Rosengård har fått ett större utbud på lokal kommers än vad norra delen har lyckats med. Även MKB:s huvudkontor lokaliserades i ett av loftgångshusen längs med Amiralsgatan och bredvid detta hus har ett företagshus etablerats för att skapa grogrund för ännu fler arbetstillfällen i området.
Örtagårdsskolan uppfördes 1970 och byggdes om år 2000 då det även byggdes en anslutande skolbyggnad med ekologisk karaktär. Örtagården är likt Törnrosen väldigt barntätt med drygt 1 700 barn och ungdomar mellan 0 och 15 år, trots detta finns det väldigt få fritidsgårdar i området. Intill Örtagårdsskolan finns ett utomhusbad som är väldigt populärt på varma sommardagar och granne med utomhusbadet ligger en ishall, fotbollsplan och en idrottsplats. Placeringen av dagis, skolor och fritidsanläggningar följer funktionssepareringsmönstret och fungerar som ett avskiljande område som separerar Örtagården och Herrgården. Av samma anledning anlades parken Rosengårdsfältet för att särskilja Västra Kattarp som i folkmun kallas för ”gamla Rosengård”.
År 2009 uppförde MKB flera så kallade Bokaler på Bennets väg som öppnades januari 2010.

### Kryddgården

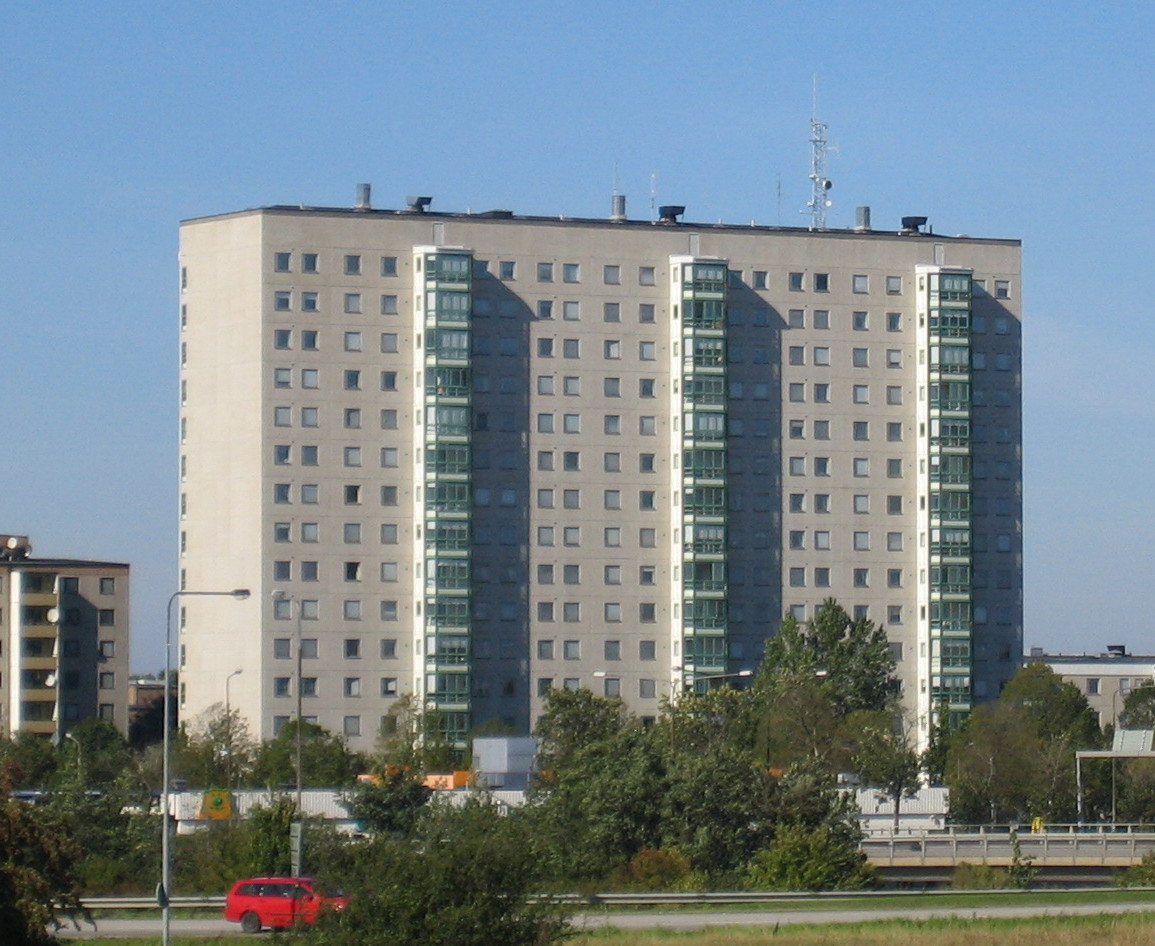
Höghus i stadsdelsområdet Kryddgården.

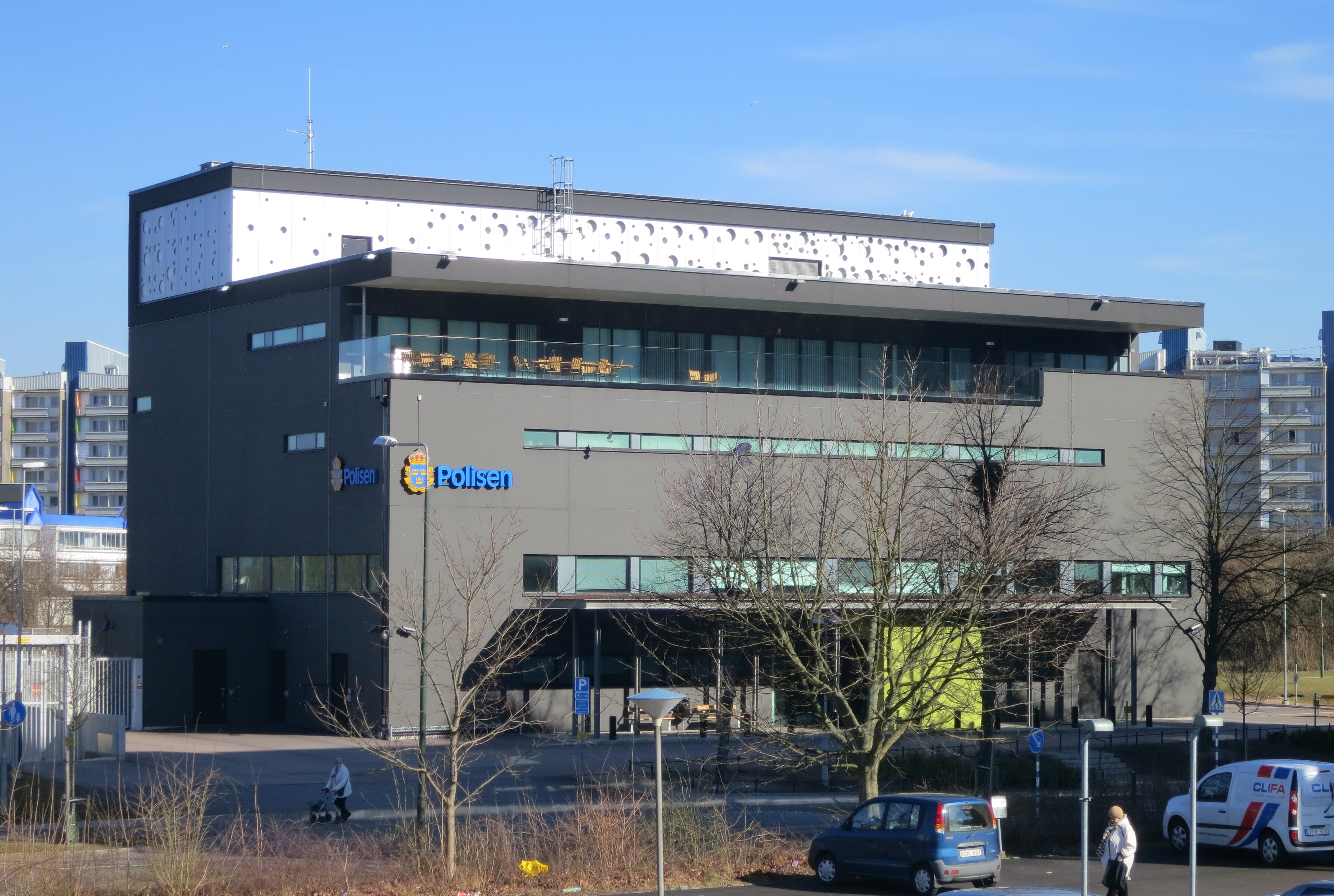
Rosengårds polishus

Kryddgården är ett delområde som delvis skiljer sig när det gäller arkitekturen. Husen är fortfarande byggda av prefabricerade byggnadsdelar men vissa byggnader är olikt allt annat i Rosengård. Området byggdes från 1968 till 1971 och detta område var det enda som blev kritiserat i byggnadsnämnden. Anledningen till de kritiska rösterna var två huskroppar vardera 250 meter långa med nio våningar. Vissa tyckte att de såg ut som en försvarsmur och i folkmun blev det just detta intryck som fastnade och namnet blev "Kinesiska muren". Motiven till den dramatiska längden var samma som Le Corbusier framlade, större byggnadskroppar ger mer grönyta runt byggnaden. 
Kryddgården är det enda delområdet i Rosengård där en del av bostadsbeståndet har rivits dels på grund av lägre antal boende i början av 2000-talet men också beroende på dåligt underhållna hus. En kombination av långa hus och rivna byggnader gör att grönytorna vid Thomsons väg är väldigt stora och öde.
Det byggdes även ett 16-våningshus men detta verkar inte ha blivit så kritiserat. I området finns en blandning av bostadsrättsföreningar, privata hyreshus och MKB-hus. I södra delen av Kryddgården har det blivit en trend med att försöka avgränsa tomterna med staket och stängsel. Detta är ett försök att förhindra gående och cyklister att korsa genom de olika gårdarna mellan husen.
I sydvästra delen av området, intill Rosengårdscentrum, finns ett högt kontorshus som numera inrymmer ett antal olika företag och stadsdelsförvaltningen, huset fick namnet Tre Skåne. I dess närhet finns ett äldreboende och en vårdcentral.

## Demografi
Rosengårds befolkning uppgår till 21 955. Av dessa har minst 86 procent utländsk bakgrund, enligt definitionen om två utrikes födda föräldrar. 60 procent är födda i utlandet och 26 procent är födda i Sverige med båda föräldrarna födda i utlandet. Irak, Jugoslavien, Libanon, Bosnien-Hercegovina och Afghanistan utgör de fem största ursprungsländerna. I Herrgården har totalt 96 procent utländsk bakgrund.
Andelen unga är hög i stadsdelen. En tredjedel av befolkningen är under arton år, vilket kan jämföras med riksgenomsnittet på 21 procent. I delområdet Herrgården uppgår antalet barn och ungdomar till 50 % av befolkningen. Rosengård hade med 14,7 procent den högsta andelen dömda i sin ungdomsbefolkning i Sverige.
Många hushåll i stadsdelen har barn och familjerna är stora i genomsnitt. Av 7 186 hushåll har 2 172 barn.

## Historia
Detta stycke behandlar planeringen, uppförandet och utvecklingen av Törnrosen och de så kallade miljonprogramsområdena Apelgården, Herrgården, Kryddgården och Örtagården från 1950-talet och framåt.

### Planering av Rosengård, 1950-talet
Rosengård byggdes som en del av det så kallade miljonprogrammet mellan 1967 och 1972. Platsen där bostadsområdet Rosengård är belägen var fram till 1960-talet ett jordbruksområde och namnet kommer från en lantegendom, Rosengårds herrgård som byggdes 1817. 
De första skisserna till stadsplan för Rosengård utarbetades av Malmös stadsplanechef Gunnar Lindman. Han utformade 1956 en dispositionsplan för Rosengårdsstaden där han tänkte sig ett område med cirka 8 700 lägenheter. För att Rosengård inte skulle bli en renodlad ”sovstad” föreslog Lindman ett industriområde i nordöstra delen med 2 000 till 3 000 arbetsplatser. Det var dock ett av många projekt i Rosengård som aldrig förverkligades.
Rosengård planerades även för stor biltäthet och livlig stadstrafik. Det skulle kompletteras med ett stort centrum, som skulle vara lättillgängligt med bil och som därmed var tänkt att avlasta stadskärnan. Amiralsgatan skulle gå genom Rosengård och på så sätt förlängas ytterligare. Den skulle bli en trafikhuvudled och resterande gator skulle bli anslutande gator, så kallade matargator. Gatusystemet tänktes dela upp Rosengård i fem väl åtskilda bostadsområden, där gående och biltrafik var helt separerade från varandra. De fem delområdena fick senare namnen Törnrosen, Apelgården, Herrgården, Örtagården och Kryddgården. Gatorna i Rosengård har fått namn efter svenska adelsmän och militärer med kopplingar till Skåne (till exempel landshövdingar): Wilhelm Bennet, Ramel, Axel Adlercreutz, Reinhold Johan von Lingen och de la Gardie är några exempel.
Varje område planerades för 1 200 till 1 500 lägenheter byggda av olika byggherrar, vilket skulle ge delarna individuell form. Inom Rosengårdsstaden skulle det vidare finnas sex skolor samt församlingsbyggnader för både statskyrkan och frikyrkor i anslutning till centrumanläggningen. Under tio års tid arbetade man på stadsingenjörskontoret med planeringen av Rosengård.
Den första etappen (Rosengård I, senare kallad Törnrosen) byggdes omedelbart öster om Kontinentalbanan i början av 1960-talet. På grund av närheten till Bulltofta flygplats fick utbyggnaden avvakta några år tills beslut om flygplatsens nerläggning hade tagits.
Planläggningen av Rosengård, som gjordes på 1950-talet, kom att styra genomförandet ända till slutet av 1960-talet. Stadsplaneringen för de olika delområdena gjordes formellt av Lindmans efterträdare Gabriel Winge, men andra arkitekter hade stor del i planeringen (Thorsten Roos och Bror Thornberg för Rosengård I (Törnrosen), Riksbyggens arkitektkontor genom Bo Ahlström för Kryddgården och Thorsten Roos Arkitektkontor med Sven ivar Ekstrand för Herrgården). Stort inflytande över planeringen hade också Oscar Stenberg i sin dubbla roll som kommunfullmäktiges ordförande och vd för HSB.

### Rosengård byggs

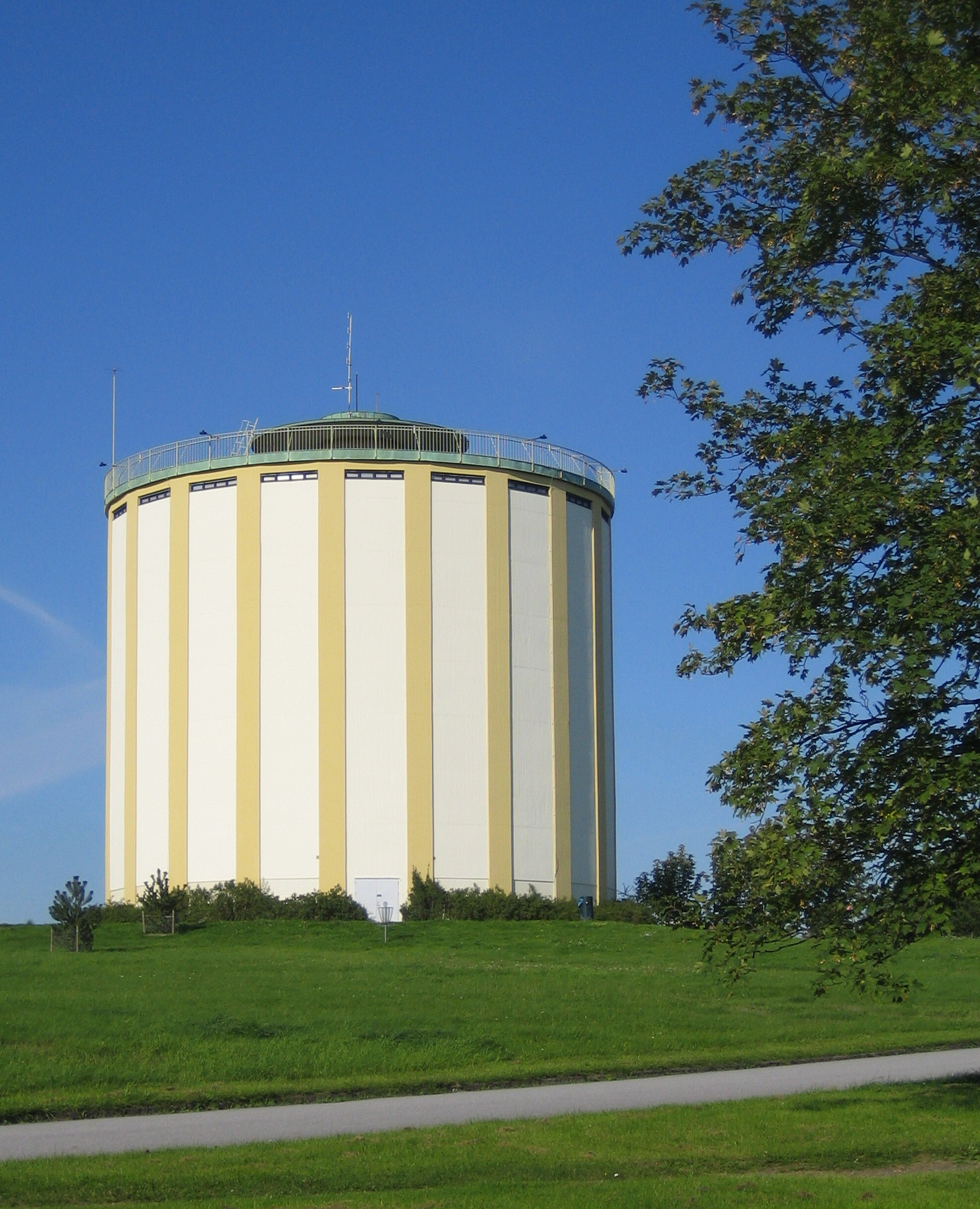
Botildenborgs vattentorn.

Bostadsområdena fördelades till tre olika byggherrar: MKB, HSB och BGB. Centrumanläggningen lät de dock uppföra gemensamt. 
”Rosengård byggdes som en drömvärld av historiska tablåer över det moderna livets möjligheter. Hit ut skulle människorna flytta från de förslummade, osunda och mörka innerstadsområdena och det var inte enbart en geografisk förflyttning i tid utan också en förflyttning in i den moderna tiden” (citerat från Ristilammi ?).
Största delen av Rosengård uppfattades när det byggdes som välplanerat och betydligt bättre än de tidigare områdena under det så kallade miljonprogrammet. Rosengård sågs som framtidens och som möjligheternas plats, en plats som började från noll och på vilken framtida Malmö skulle byggas. Hela Rosengård planerades ursprungligen för mellan 20 000–25 000 invånare. Under de två första åren flyttade över 16 000 personer in i Rosengård, varav de flesta kom från andra städer och från landsbygden, medan en tredjedel kom från Malmös innerstad.
Det byggdes sammanlagt 7 000 lägenheter varav MKB stod som byggherre för drygt hälften. Omkring en fjärdedel uppfördes som bostadsrätter inom HSB och resterande som privata hyresrätter. Hälften av lägenheterna bestod av tre rum och kök, cirka 15 procent var fyror eller större och 30 procent var tvåor. En del av de ursprungliga lägenheterna har idag byggts om till kontor.

### Service – Rosengård centrum

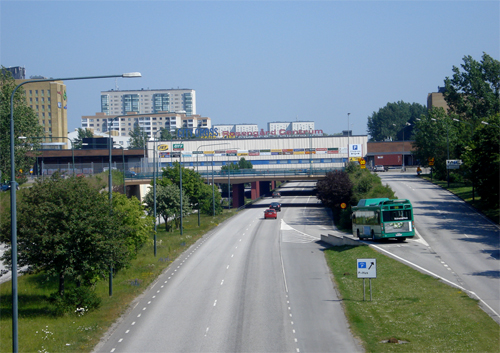
Rosengård Centrum.

All kommersiell service i Rosengård samlades i en enda stor centrumanläggning. Denna kom att kallas för Rosengård centrum eller RoCent. Det placerades i mitten av Rosengårds hela område, tvärs över den breda trafikleden, Amiralsgatan. Anläggningen ritades av Thorsten Roos Arkitektkontor mellan 1968 och 1971. Rosengård centrum var Malmös första stora centrumanläggning. 1300-talsbron Ponte Vecchio i Florens lär ha varit en förebild när centrumanläggningen byggdes.
RoCent tänktes fungera som ett kommersiellt centrum och träffpunkt för invånarna som bodde i Rosengård. Här skulle all handel koncentreras och ute i området tilläts inga butiker. Mottot var ”ju mer som är samlat på ett enda ställe, desto mer publik”. Förutom de vanliga mat- och klädaffärerna fanns även bank, post, apotek, systembolag, bibliotek, barnavårdscentral, tandläkare, socialbyrå, försäkringskassa, fritidsgård, idrottshall, församlingslokaler med mera.
RoCent uppfördes även för att avlasta handeln i Malmö centrum och för att skapa ett nytt stadsdelscentrum för östra Malmö. När RoCent öppnades 1971 hade det gått tre år sedan de första människorna flyttade in till Rosengård. Eftersom det inte fanns några butiker utanför RoCent så tog det lång tid för människor som bodde i utkanten av Rosengård att komma till RoCent. Avsaknaden av närservice kom att bli den viktigaste kritiken mot Rosengård.
På köpcentret Rosengård centrum ligger idag bland annat stormarknaden Interfood, medborgarkontoret, bibliotek och en sporthall. Polisstationen låg tidigare i köpcentret men flyttades till en ny byggnad på von Lingens väg. Den nya byggnaden har ett bättre skydd mot beskjutning, en säker parkering för att motverka fordonsvandalisering och en tillfartsväg som är säkrare för personalen.
Enligt den orangefärgade A5-foldern med texten "Välkommen till invigningen 13 maj 1970" invigdes centret av statsrådet och chefen för inrikesdepartementet Eric Holmqvist onsdagen 13 maj 1970 klockan 19.00. Kvällen avslutades klockan 22.00 med invigningsfyrverkeri vid badanläggningen. Dagen efter, torsdagen den 14 maj 1970 klockan 10.00 var alla butiker öppna. Tidningen Byggnadsindustrins nummer 6 år 1970 har på sidorna 31 och 34 en artikel av arkitekten Louis Persson med rubriken "Amiralsgatan får samma funktion som floden Arno i 1300-talets Florens".

### Utemiljön i Rosengård
När Rosengård byggdes var utemiljön mycket fattig på grönområden. Istället fanns stora asfaltytor och låga artfattiga buskage. De nyplanterade träden hade svårt att växa på grund av den hårdpackade marken som orsakats av byggmaskiner. Denna byggnadsmiljö har kritiserats mycket inom det så kallade miljonprogrammet. I början av 1980-talet genomfördes ett projekt som omfattade flera åtgärder för att förbättra utemiljön. En av dessa är Cronhielmsparken, som ligger mellan Apelgården och Östra kyrkogården. Parken utgörs av ett kulligt landskap med gräsmattor och ängar. Stora delar av parken fylls ut av sandlådor, gungor, lekplatser, grillplatser, bollplaner, boulebana med mera. I öster avslutas grönområdet med en idrottsplats i anslutning till Kryddgårdsskolan. Längst i väster ligger Apelgårdsskolan.

### Historien sedan Rosengård byggts
De som bosatte sig i Rosengård kom oftast från landsbygden eller från lägenheter med låg standard. I Rosengård kunde de nya och moderna lägenheterna tyckas vara ofattbart lyxiga. Flytten till det nya och moderna upplevdes som fantastisk och omtumlande. Trots detta började ”nybyggarandan” mattas av när byggprocessen var klar. Många av de boende började känna att folkhems- och grannskapsgemensamheten inte riktigt motsvarade de förhoppningar och drömmar de haft. Området började ifrågasättas, vilket inte var konstigt med tanke på till exempel den kalla utemiljön där grönska saknades och där stora delar utgjordes av likformiga och höga hus. Rosengård sågs inte längre som ett framtidssamhälle utan snarare som ett socialt utkantsområde. När Rosengård blev färdigbyggt var lägenheterna svåra att hyra ut, eftersom bostadsbristen i stor utsträckning byggts bort. Samtidigt hade inkomsten höjts och efterfrågan på småhus och radhus ökat på bekostnad av lägenheter.
På så sätt kom Rosengårds befolkning att förändras. De som hade ekonomiska möjligheter flyttade vidare till villaförorterna. Personer med sociala problem och folk som nyligen invandrat till Sverige flyttade in och bodde kvar i Rosengård. 1972 var 20 procent av Rosengårds befolkning invandrare. Denna andel har därefter successivt ökat. År 1998 var den 80 procent och år 2007 var det 94 procent.[källa behövs] Mediernas negativa skriverier gav Rosengård en dålig stämpel som gjorde att många tvekade att flytta dit. Rosengård har en brottslighet på 15 brott per 100 invånare. Att jämföra med Malmö centrum som har 38, Göteborgs centrum med 46 och Norrmalm i Stockholm har 51. Även Östermalm har högre med 22 brott per 100 invånare. 22 Man vet inte säkert varför Rosengård utvecklades från att vara den moderna framtidsstaden till att bli en förort i utkanten av Malmö, men några orsaker som kan tros ligga bakom är:[källa behövs]
- Hög omflyttning av boende.
- Förändring i hushållsstruktur.
- Förändring i åldersstruktur.

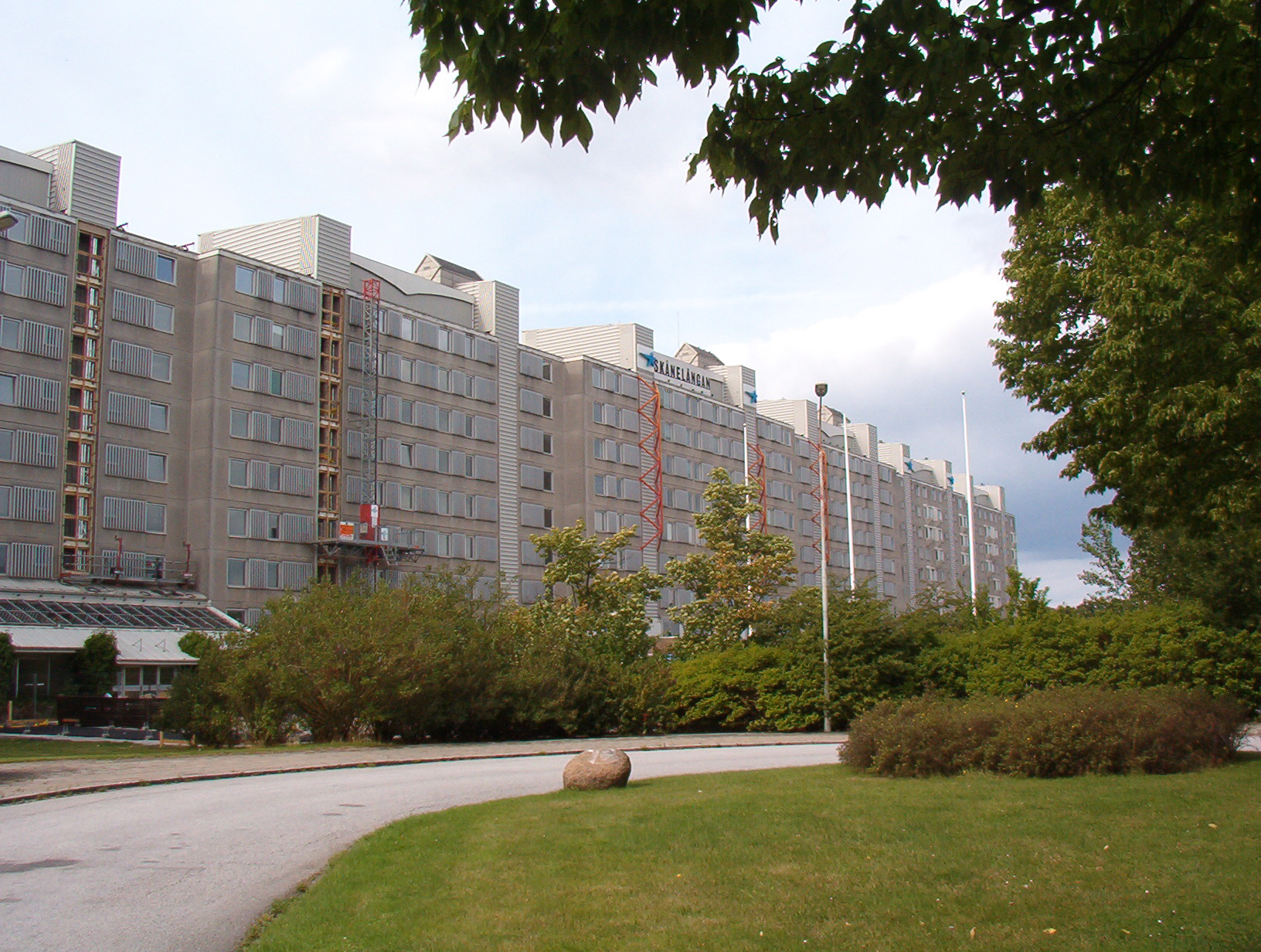
"Kinesiska muren" i Rosengård.

- Ökande andel hushåll med ekonomiska problem.
- Ökande andel hushåll med sociala problem.
- Bostadsområdet får låg attraktivitet och dåligt rykte.
- Förslumning av mänskliga relationer.
- Ordningen i området blir dålig med hög förslitning av kollektiv miljö.
- Ökande utflyttning.

Från bostadsbolagens håll hoppades man att kritiken mot Rosengård skulle gå över, precis som den hade gjort med de nybyggda Augustenborg och Lorensborg, men Rosengård förblev oattraktivt och kritiken höll i sig. Under det tidiga 1970-talet bedrevs uppsökande socialt arbete i bostadsområdet, genom dåvarande Malmö Socialförvaltning. Olika gårdsföreningar startades som en form av hjälp till självhjälp bland befolkningen.
Rosengård har drabbats av en rad oroligheter, bland annat stenkastning mot brandbilar och andra utryckningsfordon, och i december 2008 förekom kravaller, se Kravallerna i Rosengård 2008.
Rosengård är tillsammans med Kroksbäck ett område där ett flertal av Skånes 160 årliga bilbränder inträffar, enligt en undersökning av Räddningstjänsten Syd. Motivet är ofta försäkringsbedrägeri eller konflikter.

## Arbetslöshet
I hela Rosengård har 38 procent av invånarna mellan 20 och 64 år någon form av sysselsättning. "Sysselsättning" kan i sammanhanget innebära möten några gånger i månaden., och inte nödvändigtvis ett lönearbete. I Rosengård får 21 procent av hushållen socialbidrag (försörjningsstöd).
Rosengård söder om Amiralsgatan är enligt polisen ett ur brottssynpunkt problemområde som 2015 klassades som särskilt utsatt område.

## Utbildning
De kommunala grundskolorna Apelgårdsskolan, Kryddgårdsskolan, Rosengårdsskolan, Värner Rydénskolan och Örtagårdsskolan är belägna i stadsdelen, och det totala elevantalet uppgår till 2 700 elever i skolår 1–9. Den muslimska friskolan Ögårdsskolan ligger vidare i omedelbar anslutning till stadsdelen.
Endast cirka 60 procent av Rosengårds skolbarn får godkänt i kärnämnena när de slutar nian (vilket kan jämföras med genomsnittet för hela Malmö inklusive Rosengård: 80 procent) och år 2013 stängdes högstadieundervisningen för Rosengårdsskolan på grund av dålig arbetsmiljö för både lärare och elever.
På Rosengårdsskolan finns även vuxenutbildning. Östra Grevie folkhögskola har en filial, Rosengårds folkhögskola, i stadsdelen och den katolska folkhögskolan Sankta Maria folkhögskola är belägen i Rosengårds centrum.
Rosengård betraktades under flera år som ett potentiellt säte för en ny polishögskola. Förslaget att inrätta en polishögskola i Rosengård blev bland annat föremål för en motion från Tobias Billström (2005, då Billström var riksdagsledamot), ett brev från Malmö kommunstyrelse till regeringen och en interpellationsfråga från riksdagsman Luciano Astudillo till justitieminister Beatrice Ask (2006). Ärendet bereddes av en statlig utredning som presenterade sina slutsatser under år 2008. Efter ytterligare utredning startade 2019 två nya polisutbildningar, en i Malmö och en i Borås. Polisutbildningen i Malmö är knuten till Malmö universitet och har sina undervisningslokaler i Västra hamnen.

## Idrott
Flera kända idrottsföreningar såsom fotbollsklubben FC Rosengård, Malmö Boxningsklubb och brottarklubben Malmö Tigers är belägna i stadsdelen. Bland kända idrottsmän från Rosengård kan nämnas fotbollsspelarna Zlatan Ibrahimović, Yksel Osmanovski, Labinot Harbuzi, Goran Slavkovski, EM-mästaren i brottning 2003 Kim Holk, MMA och UFC-fightern Ilir Latifi, samt fritidsledaren och boxningstränaren Dialy Mory Diabaté även känd som ”Dallas”.

## Kultur
Rosengård är idag mångkulturellt i betydelsen att olika invandrarkulturer och olika svenska kulturer lever i samma område. Det finns många föreningar i Rosengård som bygger på etnisk bakgrund, syftar till att upprätthålla och bevara traditioner och kulturarv, och vars verksamhet omfattar konst, poesi, musik, dans och teater. Det finns vidare flera mångkulturella mötespunkter såsom Apelgårds fritidsgård, Tegelhusets fritidsgård och Kamelia, en av MKB organiserad mötesplats för kvinnor.
Drömmarnas hus beläget i den gamla herrgården i delområdet Herrgården anordnar kultur- och lägerverksamhet för barn och ungdomar. En av författaren Max Lundgrens sista arbetsuppgifter var som manusförfattare i ”Malmö brinner”, ett kulturprojekt som drevs av Drömmarnas hus.
Rosengårdsbiblioteket som är beläget i Rosengård Centrum är ett av stadens mest besökta bibliotek och har förutom böcker på flera språk även mer än 200 tidningar och tidskrifter på svenska och andra språk.
I stadsdelen finns åtskilliga offentliga utsmyckningar av kända svenska konstnärer: ”Figurer i Rosengård” är en samling skulpturer av Berto Marklund som står bakom gaveln vid Hårds väg 42. Verk av konstnären John Wipp har funnits eller finns att beskåda i offentlig miljö i Rosengård, bland annat i kontorshuset Tre Skåne. Tre entréer vid Bennets väg har utsmyckats av konstnären Ulf Trotzig. Konstnären Per Hasselberg (ej att förväxla med Per Hasselberg (1850–1894)) har utsmyckat tre gångtunnlar under Inre Ringvägen i Rosengård. I Rosengård finns vidare tre monumentalhuvuden i granit av Alf Olsson som ska associera till de närliggande bronsåldershögarna.
Malmö konsthall arrangerade år 1977 en utställning med samlingsnamnet Människor i Rosengård bestående av ett 20-tal monumentala tuschmålningar av konstnären Allan Friis.
Bland kända kulturpersonligheter från Rosengård kan nämnas musikern Daniel Cirera, hiphopgruppen Dollar Bill, samt journalisten och kolumnisten Anna Ekelund.

## Religion
I Rosengård finns helgedomar tillhörande ett par trossamfund. Den gamla sockenkyrkan Västra Skrävlinge kyrka och den katolska kyrkan Sankta Maria i Rosengård vid Ramels väg söder om Herrgården kan placeras inom en tänkt cirkel med en radie på 300 meter. Malmö moské, som byggdes 1983, ligger också alldeles intill men tillhör Husie stadsdel.
I stadsdelen fanns dessutom flera källarmoskéer såsom Islamiska Kulturföreningens Abu Bakr As-Sideeq-moské på Ramels väg. I december 2008 valde en hyresvärd att inte förlänga hyreskontraktet med en av de olika källarmoskéerna. Detta ledde till en rad olika upplopp i stadsdelen (se Kravallerna i Rosengård 2008).
Tegelhuset var tidigare en kyrkobyggnad tillhörande Svenska kyrkan vid namn Rosengårds kyrka, och den kristna frikyrkan Centrumkyrkan hade tidigare sin församlingslokal belägen i Rosengårds köpcentrum RoCent.